# James Reimer
James Reimer (* 15. března 1988, Arborg, Manitoba, Kanada) je kanadský hokejový brankář hrající v týmu Buffalo Sabres v severoamerické lize NHL.

## Kariéra
James Reimer hrál v malé lize Maritime Major Hockey League za Interlake Lightning. V dorosteneckém draftu juniorské ligy Western Hockey League si jej v 5. kole vybral tým Red Deer Rebels, v jejichž dresu nastupoval do sezóny 2007–08. I přes jeho neuspokojivé statistiky si jej v roce 2006 vybral v draftu NHL tým Toronto Maple Leafs ve 4. kole na 99. místě. Reimer v roce 2006 přišel kvůli zlomenině ruky o možnost chytat za Kanadu na Mistrovství světa hráčů do 18 let. V březnu 2008 podepsal s Torontem nováčkovskou tříletou smlouvu.

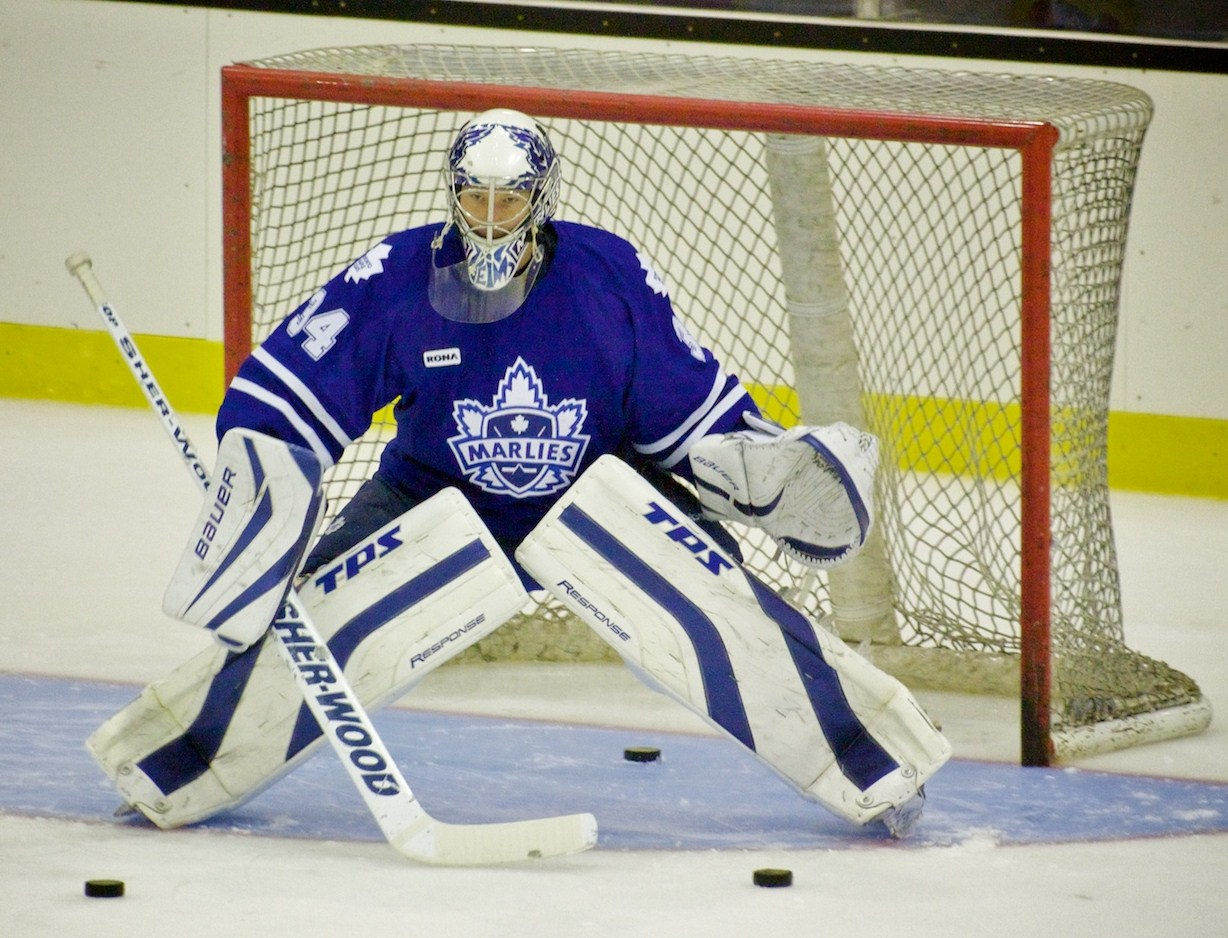

Před sezónou 2008–09 se zúčastnil tréninkového kempu Maple Leafs, ale byl odeslán do farmářského týmu Toronto Marlies hrajícím v lize American Hockey League a po třech zápasech do třetí nejvyšší ligy Severní Ameriky – ECHL, kde chytal za Reading Royals a South Carolina Stingrays. V sezóně 2009-10 hrál za Marlies 26 zápasů a sekundoval Joeymu MacDonaldovi. Sezónu mu zkrátilo také zranění kotníku.
Na začátku sezóny 2010–11 byl opět přidělen k Marlies, ale nedlouho poté byl povolán k Maple Leafs a v NHL debutoval 20. prosince 2010, poté co vystřídal ve třetí třetině Jonase Gustavssona v zápase proti Atlantě Thrashers. Svůj první odchytaný zápas od začátku hrál 1. ledna 2011 proti Ottawě Senators. Maple leafs vyhráli 5:1 a Reimer pochytal 32 střel. Své první čisté konto vychytal 3. února 2011, když pochytal všech 27 střel proti Carolině Hurricanes. Kombinace zranění a špatné formy brankářů Maple Leafs – Jonase Gustavssona a Jeana-Sébastiena Giguèra poskytovalo Reimerovi šance se v NHL prosadit.

## Úspěchy

### Individuální úspěchy
- Nejužitečnější hráč Kelly Cupu – 2008–09

### Týmové úspěchy
- Vítězství v Kelly Cupu – 2008–09

## Prvenství
- Debut v NHL - 20. prosince 2010 (Toronto Maple Leafs proti Atlanta Thrashers)
- První inkasovaný gól v NHL - 1. ledna 2011 (Ottawa Senators proti Toronto Maple Leafs, ruským obráncem Sergej Gončar)
- První čisté konto v NHL - 3. února 2011 (Toronto Maple Leafs proti Carolina Hurricanes)

## Statistiky

### Základní části
| Sezona       | Tým                      | Liga         | Z   | V   | P   | R | Pvp | MIN    | OG    | ČK | POG  | %ChS |
| ------------ | ------------------------ | ------------ | --- | --- | --- | - | --- | ------ | ----- | -- | ---- | ---- |
| 2005–06      | Red Deer Rebels          | WHL          | 34  | 7   | 18  | 3 | —   | 1709   | 80    | 0  | 2.81 | .910 |
| 2006–07      | Red Deer Rebels          | WHL          | 60  | 26  | 23  | 7 | —   | 3339   | 148   | 3  | 2.66 | .912 |
| 2007–08      | Red Deer Rebels          | WHL          | 30  | 8   | 15  | 0 | —   | —      | 76    | 1  | 2.73 | .920 |
| 2008–09      | Toronto Marlies          | AHL          | 3   | 1   | 2   | 0 | —   | 183    | 10    | 0  | 3.28 | .880 |
| 2008–09      | Reading Royals           | ECHL         | 22  | 10  | 7   | 3 | —   | 1236   | 68    | 0  | 3.30 | .904 |
| 2008–09      | South Carolina Stingrays | ECHL         | 6   | 6   | 0   | 0 | —   | 363    | 8     | 2  | 1.32 | .961 |
| 2009–10      | Toronto Marlies          | AHL          | 25  | 14  | 8   | 0 | 2   | 1520   | 57    | 1  | 2.25 | .925 |
| 2010–11      | Toronto Marlies          | AHL          | 15  | 9   | 5   | 0 | 1   | 858    | 37    | 3  | 2.59 | .920 |
| 2010–11      | Toronto Maple Leafs      | NHL          | 37  | 20  | 10  | — | 5   | 2080   | 90    | 3  | 2.60 | .921 |
| 2011–12      | Toronto Maple Leafs      | NHL          | 34  | 14  | 14  | — | 4   | 1879   | 97    | 3  | 3.10 | .900 |
| 2012–13      | Toronto Maple Leafs      | NHL          | 33  | 19  | 8   | — | 5   | 1856   | 76    | 4  | 2.46 | .924 |
| 2013–14      | Toronto Maple Leafs      | NHL          | 36  | 12  | 16  | — | 1   | 1,785  | 98    | 1  | 3.29 | .911 |
| 2014–15      | Toronto Maple Leafs      | NHL          | 35  | 9   | 16  | — | 1   | 1,767  | 93    | 0  | 3.16 | .907 |
| 2015–16      | Toronto Maple Leafs      | NHL          | 32  | 11  | 12  | — | 7   | 1,810  | 75    | 0  | 2.49 | .918 |
| 2015–16      | San Jose Sharks          | NHL          | 8   | 6   | 2   | — | 0   | 481    | 13    | 3  | 1.62 | .938 |
| 2016–17      | Florida Panthers         | NHL          | 43  | 18  | 16  | — | 5   | 2,325  | 98    | 3  | 2.53 | .920 |
| 2017–18      | Florida Panthers         | NHL          | 44  | 22  | 14  | — | 6   | 2,412  | 120   | 4  | 2.99 | .913 |
| 2018–19      | Florida Panthers         | NHL          | 36  | 13  | 12  | — | 5   | 1,806  | 93    | 0  | 3.09 | .900 |
| 2019–20      | Carolina Hurricanes      | NHL          | 25  | 14  | 6   | — | 2   | 1,379  | 61    | 3  | 2.66 | .914 |
| 2020–21      | Carolina Hurricanes      | NHL          | 22  | 15  | 5   | — | 2   | 1,332  | 59    | 0  | 2.66 | .906 |
| 2021–22      | San Jose Sharks          | NHL          | 48  | 19  | 17  | — | 10  | 2,673  | 129   | 1  | 2.90 | .911 |
| 2022–23      | San Jose Sharks          | NHL          | 43  | 12  | 21  | — | 8   | 1,335  | 147   | 3  | 3.48 | .890 |
| 2023–24      | Detroit Red Wings        | NHL          | 25  | 11  | 8   | — | 2   | 1352   | 60    | 2  | 3.11 | .904 |
| 2024–25      | Anaheim Ducks            | NHL          | 2   | 0   | 2   | — | 0   | 120    | 9     | 0  | 4.50 | .864 |
| Celkem v NHL | Celkem v NHL             | Celkem v NHL | 503 | 215 | 179 | — | 63  | 27,590 | 1,318 | 30 | 2.89 | .910 |

### Play-off
| Sezona       | Tým                      | Liga         | Z  | V | P | MIN | OG | ČK | POG  | %ChS |
| ------------ | ------------------------ | ------------ | -- | - | - | --- | -- | -- | ---- | ---- |
| 2006–07      | Red Deer Rebels          | WHL          | 7  | 3 | 4 | 417 | 27 | 0  | 3.88 | .871 |
| 2008–09      | South Carolina Stingrays | ECHL         | 8  | 4 | 1 | 497 | 18 | 1  | 2.17 | .929 |
| 2012–13      | Toronto Maple Leafs      | NHL          | 7  | 3 | 4 | 439 | 21 | 0  | 2.88 | .922 |
| 2015–16      | San Jose Sharks          | NHL          | 1  | 0 | 0 | 30  | 1  | 0  | 2.06 | .857 |
| 2019–20      | Carolina Hurricanes      | NHL          | 3  | 2 | 1 | 179 | 7  | 0  | 2.36 | .934 |
| Celkem v NHL | Celkem v NHL             | Celkem v NHL | 11 | 5 | 5 | 646 | 29 | 0  | 2.70 | .925 |

### Reprezentace
| Rok                       | Tým                       | Soutěž                    | Z | V | P | R | MIN | OG | ČK | POG  | %ChS |
| ------------------------- | ------------------------- | ------------------------- | - | - | - | - | --- | -- | -- | ---- | ---- |
| 2011                      | Kanada                    | MS                        | 4 | 3 | 0 | 0 | 235 | 8  | 0  | 2.04 | .920 |
| 2014                      | Kanada                    | MS                        | 4 | 3 | 1 | 0 | 245 | 9  | 0  | 2.20 | .911 |
| Seniorská kariéra celkově | Seniorská kariéra celkově | Seniorská kariéra celkově | 8 | 6 | 1 | 0 | 480 | 17 | 0  | 2.12 | .917 |